# Gluchaja Wilwa
Die Gluchaja Wilwa (russisch Глуха́я Ви́льва) ist ein linker Nebenfluss der Jaswa in der russischen Region Perm.
Die Gluchaja Wilwa entspringt an der westlichen Flanke des Urals.
Sie fließt in überwiegend nordwestlicher Richtung durch eine sumpfige Niederung und mündet schließlich in die Jaswa, ein Nebenfluss der Wischera.
Die Gluchaja Wilwa hat eine Länge von 234 km. 
Sie entwässert ein Areal von 1740 km².
Der Fluss wird hauptsächlich von der Schneeschmelze gespeist.
Zwischen April und Mitte Mai führt er Hochwasser.
Im Sommer und Herbst treten ebenfalls hohe Abflüsse auf.
Im November gefriert der Fluss. 
Zwischen Mitte April und Anfang Mai ist er wieder eisfrei.
Zumindest in der Vergangenheit wurde auf dem Fluss Flößerei betrieben.